# Peter Julius Larsen
Peter Julius Larsen (født 26. juli 1818 i København, død 26. december 1852 i Rom) var en dansk genremaler.
Hans forældre var overpolitibetjent ved Københavns Politi Niels Christian Larsen (1785-1849) og Eleonore Dorthea født Mønnich (1780-1844). Han begyndte allerede i sit tiende år at besøge Kunstakademiets elementarskole, gennemgik alle skoler til modelskolen, og vandt 1835 den lille sølvmedalje, 1837 pengepræmien for maleri efter levende model, 1840 den store sølvmedalje. Han konkurrerede i 1845-47 forgæves til den Neuhausenske Præmie, som han endelig vandt i 1849 for et figurbillede, Scene i en sjællandsk landsby i sommeren 1848, forestillende soldaters afsked fra hjemmet for at drage i krigen. Larsen var både elev af og ven med sin lærer C.W. Eckersberg og fulgte dennes opfordring til at forlade atelieret og i stedet opsøge og tegne efter naturen.
Larsen havde udstillet fra 1836, dels mindre figurbilleder af det daglige liv, dels enkelte historiske kompositioner. Et mindre billede, To fattige børn, vinterstykke, udstillet i 1845, blev købt til Den kgl. Malerisamling. I 1852 tog han med Kunstakademiets rejseunderstøttelse til Italien, hvor han, kort efter sit komme til Rom, blev angrebet af en brystsyge (tuberkulose) han allerede i flere år havde sporet, og han døde der den 26. december 1852. Uagtet han kom så tidligt på Akademiet og vandt navnlig den lille sølvmedalje i ung alder, synes hans senere udvikling at have været forholdsvis langsom. Trods sin stadige flid har han ikke efterladt sig mange billeder, og da hans livskraft tilsyneladende ret vågnede, var den i virkeligheden allerede brudt. En samling af hans håndtegninger blev er skænket til Kunstakademiets Bibliotek.
Der er i flere af hans værker et motivfællesskab med tysk genremaleri, især Düsseldorfskolen, som N.L. Høyen var stærk modstander af. Larsen trodsede dog Høyens advarsler om den kunstneriske fare ved en udlandsrejse, da han tog til Rom.
Han var ugift og er begravet på den protestantiske kirkegård i Rom.

## Værker
- Interiør fra Kunstakademiet i København med værker af Thorvaldsen (1837, Thorvaldsens Museum)
- Portræt af en gammel sømand med rød hue (1840, Thorvaldsens Museum)
- Erik Ejegods død på øen Cypern (udstillet 1842)
- To fattige børn (1845, Statens Museum for Kunst)
- Høstscene, det sidste læs korn føres til hjemmet (1845, ARoS Aarhus Kunstmuseum )
- Scene i en sjællandsk landsby, sommer (1848, Neuhausens Præmie)
- Billede af livet i en sjællandsk bondegård ved middagstid (1852, Statens Museum for Kunst)

Tegninger i Den Kongelige Kobberstiksamling